# Gyrinus praemarinus
Gyrinus praemarinus là một loài bọ cánh cứng trong họ van Gyrinidae. Loài này được Lomnicki miêu tả khoa học năm 1894.